# Mobil ohne Auto
Mobil ohne Auto (MoA oder MOa) ist die größte bundesweite verkehrspolitische Aktion, die jährlich am dritten Sonntag im Juni stattfindet, gefolgt vom Autofreien HochSchultag (AfH) am Dienstag danach. Das Ziel der Veranstaltung ist die Demonstration und Werbung für eine Verkehrswende, insbesondere umwelt- und sozialverträgliche sowie demokratische Mobilität im Umweltverbund.

## Geschichte
1981 ließen Christen in der damaligen DDR erstmals das Auto in einer gemeinsamen Aktion stehen. Mitarbeiter des Kirchlichen Forschungsheimes in Wittenberg und der ostdeutschen kirchlichen Umweltbildungsstelle mit dem Leiter Hans-Peter Gensichen riefen die Aktion „Mobil ohne Auto“ ins Leben. Der Aufruf stieß auf eine große Resonanz und entfaltete eine große öffentliche Wirkung auch im Sinne eines Protestes vorwiegend kirchlicher Jugend- und Umweltgruppen der DDR. Die Aktion wurde häufig mit Informationsveranstaltungen oder Umweltgottesdiensten verknüpft.
Mitte der 1980er Jahre verband sich die Aktion mit der Tradition der westdeutschen Autofreien Sonntage, die sich über Bayern deutschlandweit auch über den Eisernen Vorhang hinaus ausdehnte. Seitdem unterstützen engagierte Bürger, Kirchen, Umwelt-, Heimat- und Sportverbände sowie Teile der öffentlichen Verwaltung den jährlichen Aktionstag.
Noch vor der Wende erfreute sich der Aktionstag auch in der alten Bundesrepublik wachsender Beliebtheit. Die Aktion wurde durch einen Autofreien Hoch-Schultag am darauffolgenden Dienstag erweitert. Anlässlich der Aktivitäten dieses Tages werden Landes- und Bundesstraßen für Autos gesperrt. Günstige Tagestickets oder „Nulltarif“ für Bus und Bahn machen in vielen Regionen das autofreie Angebot verlockend. Fußgänger-, Radler- und Inliner-Veranstaltungen, Straßenaktionen, Demonstrationen, Straßen- und Bahnhofsfeste, aber auch Bahn- und Straßenbahn-Sonderfahrten tragen zur Attraktivität des Aktionstages bei. Regionale Schwerpunkte bildeten sich im Süden und Norden sowie in Berlin um den UN-Weltumwelttag. Seit 2007 verbinden einige Kommunen in Deutschland den Aktionstag „Mobil ohne Auto“ mit der Kampagne Stadtradeln.

## Regionale Schwerpunkte

### Baden-Württemberg
In Baden-Württemberg nehmen am jährlichen am Mobil-ohne-Auto-Aktionstag rund 250.000 Menschen an etwa 150 Orten Angebote zu autofreier Mobilität mit Bahnen, Bussen, Rädern, Inlinern, Schiffen und zu Fuß wahr. Schwerpunkte waren bisher in der Rhein-Neckar-Region, im Neckartal zwischen Heilbronn und Mosbach, im Nagoldtal, am Bodensee, am Hochrhein und im großen Lautertal. Das Bundesland ist bisher Spitzenreiter bei der Zahl der Veranstaltungen und der Teilnehmer.

### Hamburg

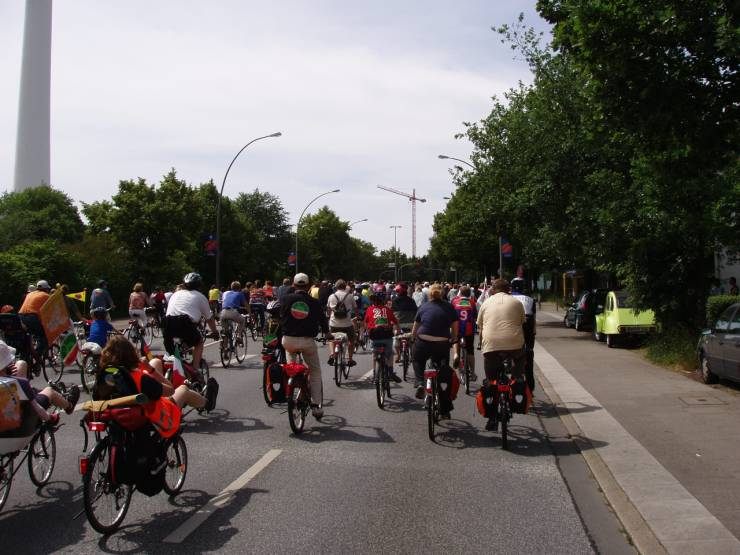
Fahrradsternfahrt Hamburg

Seit 1995 veranstalten Umwelt- und Verkehrsgruppen in Hamburg und Umgebung Aktionen zum Mobil-ohne-Auto-Tag, von denen die größte die jährliche Fahrradsternfahrt ist. Routen aus der niedersächsischen und schleswig-holsteinischen Umgebung machen die Sternfahrt zu einer zentralen norddeutschen Veranstaltung. 2009 nahmen etwa 18.000 Radler teil. Erstmals sperrte die Hamburger Stadtregierung den Verkehr auf vielen Straßen, da der Tag auch offiziell zum freiwilligen autofreien Tag erklärt wurde. Die öffentlichen Verkehrsmittel konnten kostenlos benutzt werden. In den letzten Jahren fuhren jeweils bis zu 30.000 Menschen mit.

### Weitere Regionen
In den Bundesländern Bayern, Berlin, Brandenburg, Hessen, Mecklenburg-Vorpommern, Nordrhein-Westfalen (Köln), Rheinland-Pfalz, Sachsen und Thüringen finden ebenfalls Veranstaltungen statt.